# Stade régional de Labé
Le Stade régional de Labé baptisé  Stade Elhadj Saifoulaye Diallo à son ouverture est un stade polyvalent situé à Labé, en république de Guinée,.

## Caractéristiques
Il est utilisé principalement pour les matchs de football, par le club résident: Fello Star pour le compte du Championnat National de Guinée. Le stade a une capacité de plus de cinq mille spectateurs.
Il est situé entre trois quartiers de la commune urbaine de Labé qui font frontière, les quartiers Dow-Sare, Madina et Doghora.

## Rénovation
Le stade régional de Labé a été rénové par la fondation KPC pour l'humanitaire entre mai 2020. La rénovation consiste en des travaux de peinture des tribunes et des vestiaires, l'aménagement de la pelouse qui devient désormais synthétiques,, l'installation d'un point d'eau, la réaménager des toilettes publiques, la distribution de l'eau dans le stade et la retouche de la clôture du stade. 

## Galeries

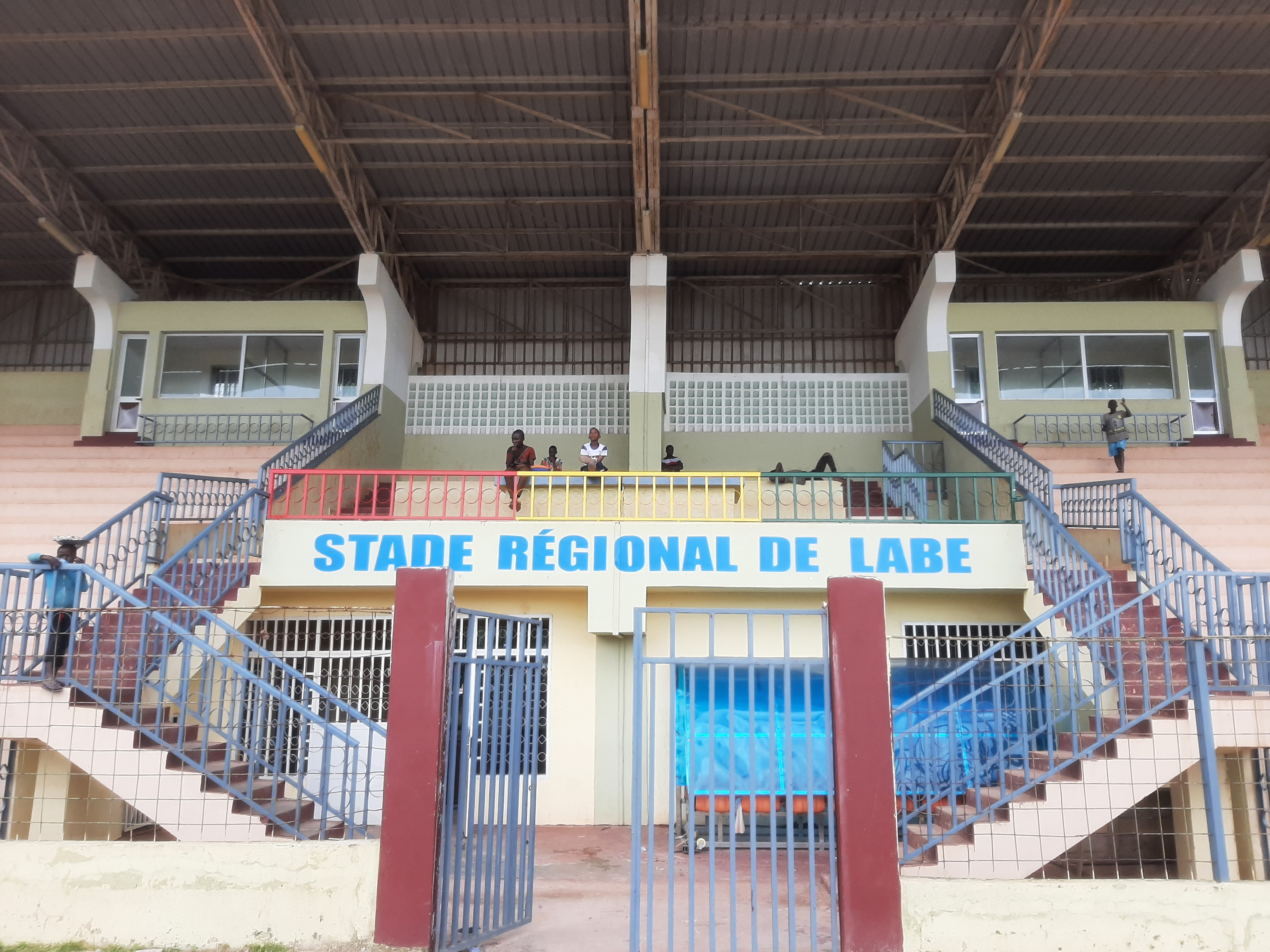
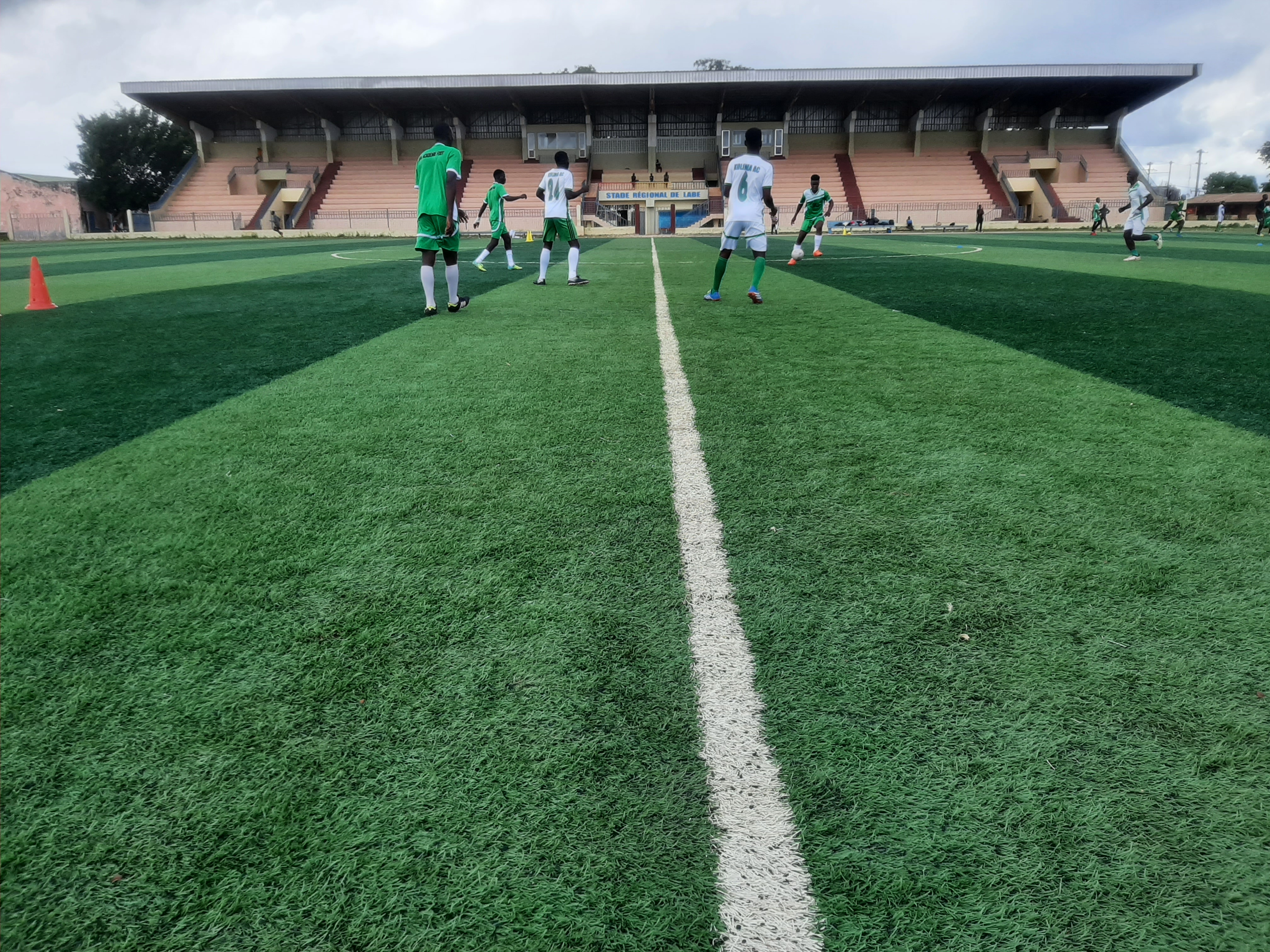
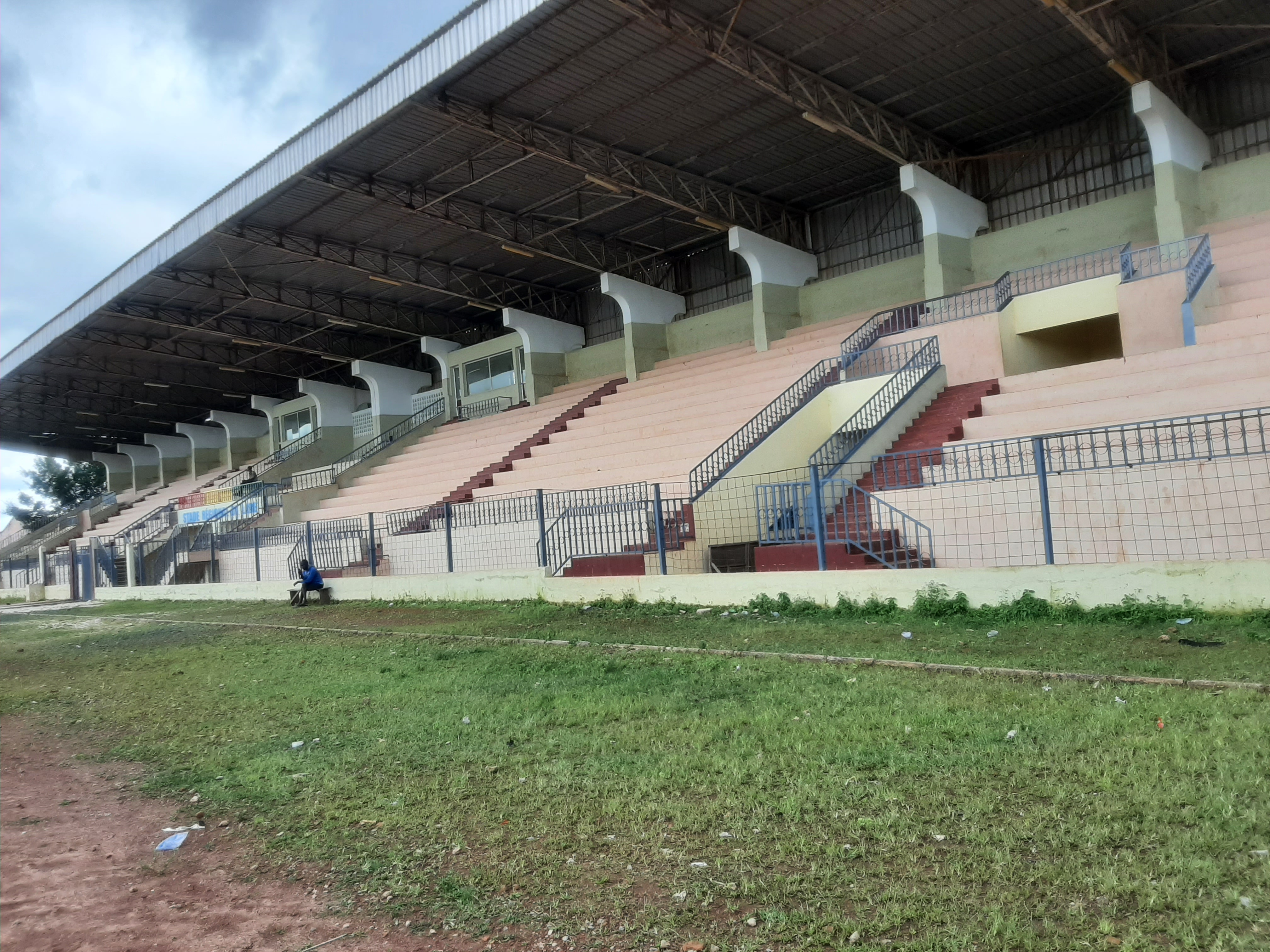
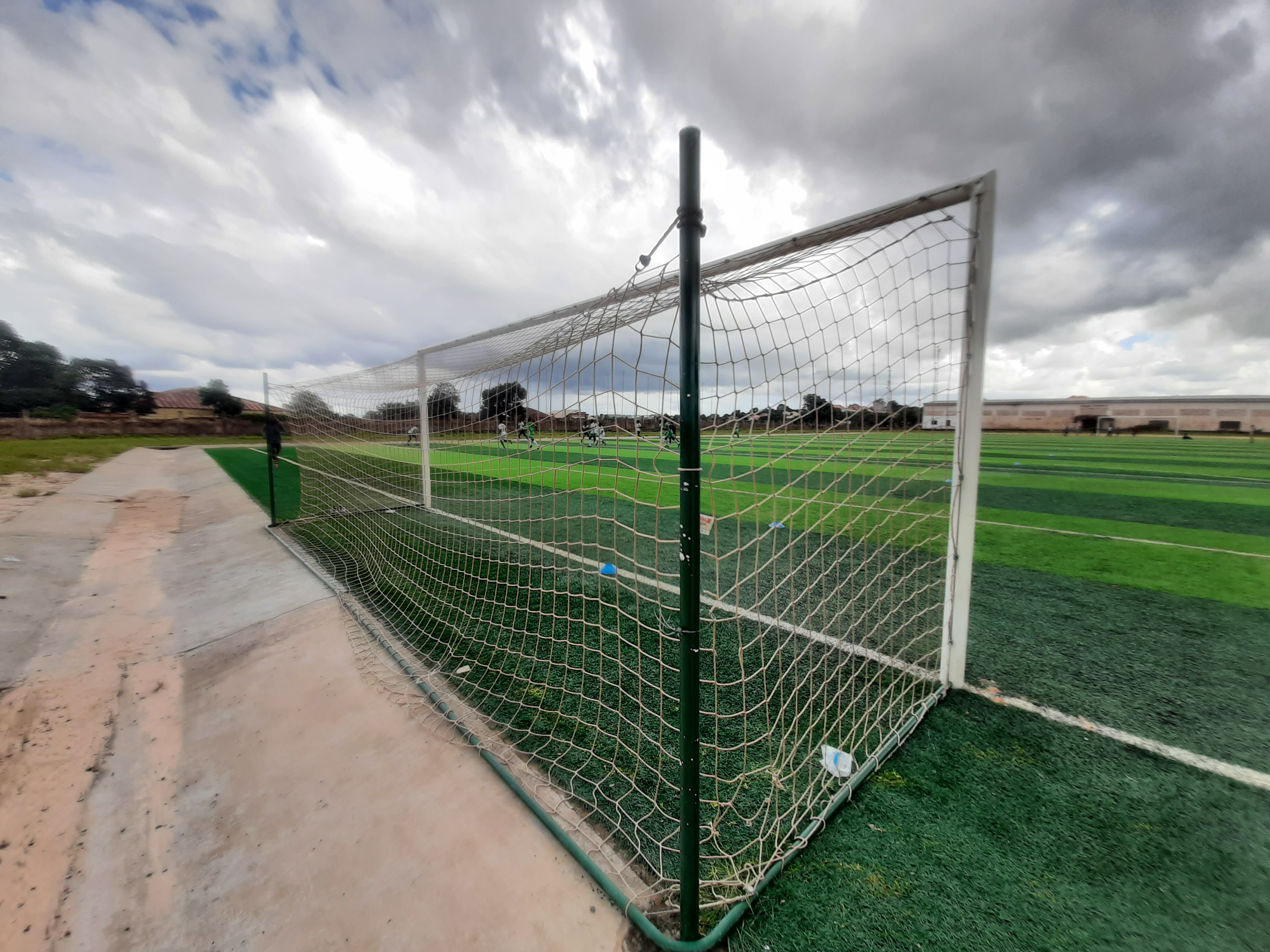